# Lake Catherine
Lake Catherine är en census-designated place i Lake County i Illinois. Vid 2020 års folkräkning hade Lake Catherine 1 279 invånare.